# Kanton Decazeville
Decazeville is een voormalig kanton van het Franse departement Aveyron. Het kanton maakte deel uit van het arrondissement Villefranche-de-Rouergue. Het werd opgeheven bij decreet van 21 februari 2014 met uitwerking op 22 maart 2015.
Het kanton was opgericht in 1881.

## Gemeenten
Het kanton Decazeville omvatte de volgende gemeenten:
- Almont-les-Junies
- Boisse-Penchot
- Decazeville (hoofdplaats)
- Flagnac
- Livinhac-le-Haut
- Saint-Parthem
- Saint-Santin